# Khalifa Diop
Pour les articles homonymes, voir Diop.
Khalifa Ababacar Diop, né le 15 janvier 2002 à Guéréo au Sénégal, est un joueur sénégalais de basket-ball. Il évolue au poste de pivot.

## Biographie

### Carrière professionnelle
À l'issue de la saison 2021-2022 du championnat d'Espagne, Diop est élu dans la meilleure équipe des espoirs avec Žiga Samar, Joel Parra, Jaime Pradilla et Rokas Jokubaitis. Il est aussi élu meilleur espoir de l'EuroCoupe 2021-2022.
Lors de la draft 2022, Khalifa Diop est choisi en 39e position par les Cavaliers de Cleveland.
Le 14 juillet 2023, Diop s'engage avec le club d'Euroligue Saski Baskonia et signe un contrat de 5 ans.

## Palmarès
- Meilleur espoir de l'EuroCoupe 2021-2022
- Meilleure équipe des espoirs de la Liga ACB (2022)
- Vainqueur de l'EuroCoupe 2022-2023 avec le CB Gran Canaria